# Karolina Gočeva
Karolina Gočeva, često i Karolina Gocheva mak. Каролина Гочева, (Bitola, Makedonija, 28. travnja 1980.) je makedonska pjevačica zabavne glazbe.

## Životopis
Veliki uspjeh postiže u svojoj domovini, Srbiji, BiH i Crnoj Gori, a, od 2007. godine, poznata je i široj hrvatskoj javnosti, jer nastupa na Hrvatskom radijskom festivalu. 
Svoj prvi javni nastup imala je s 11 godina kada je nastupala na dječjim festivalima u Bitoli i Štipu. Do sada je snimala pjesme na makedonskom, engleskom, srpskom i hrvatskom jeziku. Imala je i vrlo uspješne duete s Tošem Proeskim, Akijem Rahimovskim i grupom Flamingosi.
2002. godine predstavljala je svoju zemlju na natjecanju za pjesmu Eurovizije u estonskom Tallinnu s pjesmom "Od nas zavisi" i osvojila 19. mjesto. 2007. godine u Helsinkiju po drugi put predstavlja Sjevernu Makedoniju na Euroviziji i zauzima 14. mjesto s pjesmom "Mojot svet".

## Diskografija
- "Mamo pusti me", 1992.

- "Jas imam pesna", 2000.
  - Bez ogled na se
  - Sakaj Me
  - Srcevo ne ke izdrzi
  - Zasekogas
  - Tajna
  - Milenium so tebe
  - Nemir
  - Jas imam pesna

- "Zošto sonot ima kraj", 2001.
  - Ti možeš
  - Se e mozno
  - Mojot svet
  - I ke bide se vo red
  - Povtorno vljubena
  - Kaži mi
  - Jamajka
  - Konečno
  - Koga ljubov postoi
  - Dalecna zelba
  - Toj
  - You could
  - Looking for Jamaica
  - Tell me

- "Znaes kolku vredam", 2003.
  - Hipokrit
  - Ljubov pod oblacite
  - Na se plesam
  - Od nebo do dno
  - Znaeš kolku vredam
  - Sirena
  - Noć
  - Stom sakas
  - Ljubovta e moja religija
  - Srešćemo se opet

- "Vo zaborav", 2005.
  - Ova srce znae
  - Umiram bez tebe
  - Slatka gorčina
  - Prvi mart
  - Vo zaborav
  - Se lažam sebe
  - Plovime
  - Ušte samo eden den
  - Ljubov
  - Ruža Ružica
  - Kao malo vode
  - Kad mi nebo bude dom

- "Makedonsko devojče", 2008.
  - Za Kogo?
  - Makedonska Partizanska
  - Ptico Malečka
  - Prolet, Leto, Esen, Zima
  - Ti, Zlatno Sonce
  - Skopska Magla
  - Jas Sum Nesrekjnica
  - Ruža, Ružica
  - Dojde Vreme, Dojde
  - Aj Beše Maj

- "Kapka pod neboto", 2010.
  - Ne se vrakjas (ft. Vlatko Stefanovski)
  - Ne cuvstvuvam strav
  - Kapka pod neboto
  - Sama
  - Site tie dni (ft. Deep Zone Project)
  - Me ljubis li i ti
  - Kraj (ft. Sky Wikluh)
  - Boi
  - Za godina-dve
  - Da mozev da te poglednam
  - Kapka pod neboto (acoustic mix)

## Vanjske poveznice
- Karolinina Službena stranica  Arhivirana inačica izvorne stranice od 28. ožujka 2019. (Wayback Machine)
- Galerija fotografija  Arhivirana inačica izvorne stranice od 10. travnja 2007. (Wayback Machine)
- Biografija na makedonskom jeziku  Arhivirana inačica izvorne stranice od 22. prosinca 2007. (Wayback Machine)